# Лоик Вакан
Лоик Вакан (на френски: Loïc Wacquant) е френски социолог и етнограф, преподавател в Калифорнийския университет в Бъркли, Калифорния и научен сътрудник към Центъра по европейска социология в Колеж дьо Франс.

## Биография
Следва икономика и социология в Монпелие, Париж и Чикаго. Автор е на над сто научни статии. Темите, които го вълнуват особено, са бедността и градската среда.